# Lý Triều
Lý Triều (tiếng Trung: 李朝; bính âm: Li Chao; ? - 222), tự Vĩ Nam (偉南), là quan viên nhà Quý Hán thời Tam Quốc trong lịch sử Trung Quốc.

## Cuộc đời
Lý Triều quê ở huyện Thê, quận Quảng Hán, Ích Châu, là anh trai của Lý Thiệu, anh em của Lý Mạc. Triều có tài năng, danh vọng, cùng em trai Lý Thiệu và một người em trai mất sớm được người đương thời gọi là Lý thị tam long (李氏三龍).
Năm 214, Lưu Bị bình định Tây Xuyên, Lý Triều được cử hiếu liêm, bổ nhiệm làm huyện lệnh Lâm Cung, sau đó được giữ chức Ích Châu biệt giá lệnh. Các anh em Lý Mạc, Lý Thiệu cũng ra làm quan.
Năm 219, Lưu Bị đại thắng Hán Trung. Quần thần muốn khuyên Lưu Bị tiến phong Hán Trung vương, cử Triều viết biểu.
Năm 221, Lý Triều tùy tùng Lưu Bị đông chinh, lại đi theo Lưu Bị rút chạy về thành Bạch Đế. Năm 222, Lý Triều mất tại Vĩnh An.

## Gia đình
Con cái:
- Lý Đán (李旦), tự Khâm Tông (欽宗), quan đến chức Quang lộc lang trung chủ sự.

Cháu:
- Lý Nghị (李毅), tự Doãn Cương (允剛), xuất sĩ Tây Tấn, quan tới Long Tương tướng quân.

## Trong văn hóa
Lý Triều không xuất hiện trong tiểu thuyết Tam quốc diễn nghĩa của La Quán Trung.